# Veteranz Day
Veteranz Day – siódmy studyjny album amerykańskiego rapera Big Daddy Kane'a. Został wydany w październiku 1998 roku. To jedyny album Kane’a, który nie był notowany na Billboard 200. Przeszedł bez echa i nie wzbudził  zainteresowania publiczności, więc sprzedaż albumu była słaba.

## Lista utworów
| Nr | Tytuł                     | Producent(ci)  | Wykonawcy                             |
| -- | ------------------------- | -------------- | ------------------------------------- |
| 1  | "Intro"                   |                | *Interlude*                           |
| 2  | "Uncut, Pure"             | Easy Mo Bee    | Big Daddy Kane                        |
| 3  | "Entaprizin'"             | Big Daddy Kane | Big Daddy Kane                        |
| 4  | "Girl Talk"               |                | *Interlude*                           |
| 5  | "Change This Game Around" | Big Daddy Kane | Big Daddy Kane, Felicia Price         |
| 6  | "La-La-Land"              | Easy Mo Bee    | Big Daddy Kane, Rappin Is Fundamental |
| 7  | "Ole Tyme Bluez"          |                | *Interlude*                           |
| 8  | "2 Da Good Tymz"          | DJ III         | Big Daddy Kane, Mike Ransom           |
| 9  | "Fish Tandoori"           |                | *Interlude*                           |
| 10 | "Terra N Ya Era"          | Big Daddy Kane | Big Daddy Kane                        |
| 11 | "Hold it Down"            | Big Daddy Kane | Big Daddy Kane, Kelly German          |
| 12 | "Daddy's Theme"           |                | *Interlude*                           |
| 13 | "Earth, Wind & Fire"      | L.G.           | Big Daddy Kane, Sha-Queen, A.B. Money |
| 14 | "Do U Really Know?"       | Big Daddy Kane | Big Daddy Kane                        |
| 15 | "Shame-Prelude"           |                | *Interlude*                           |
| 16 | "Shame!"                  | Big Daddy Kane | Big Daddy Kane                        |
| 17 | "Last Night Episode"      |                | *Interlude*                           |
| 18 | "Definitely"              | Big Daddy Kane | Big Daddy Kane                        |
| 19 | "Unda Presha"             | Big Daddy Kane | Big Daddy Kane, Baldhead Buchanon     |
| 20 | "Outro"                   |                | *Interlude*                           |
| 21 | "Uncut, Pure (Remix)"     | Big Daddy Kane | Big Daddy Kane                        |

## Notowania
Single
| Rok  | Tytuł         | Najwyższa pozycja | Najwyższa pozycja                | Najwyższa pozycja |
| Rok  | Tytuł         | Billboard Hot 100 | Hot R&B/Hip-Hop Singles & Tracks | Hot Rap Singles   |
| 1998 | "Uncut, Pure" | –                 | 60                               | 9                 |